# Richard Howell (Schwimmer)
Richard „Dick“ John Howell (* 12. Oktober 1903 in Chicago, Illinois; † 20. Juli 1967 in Arlington Heights, Illinois) war ein Schwimmer aus den Vereinigten Staaten.

## Leben
Der 1,98 m große Richard Howell startete bei den Olympischen Spielen 1924 in Paris zunächst über 1500 Meter Freistil. Er belegte den dritten Platz in seinem Vorlauf, trat aber zum Halbfinale nicht an. Einige Tage später schwammen Ralph Breyer, Harry Glancy, Richard Howell und Wallace O’Connor mit 10:41,6 Minuten die viertschnellste Vorlaufzeit aller 4-mal-200-Meter-Freistilstaffeln. Im Halbfinale schwamm die Staffel in der gleichen Besetzung Weltrekord mit 9:59,4 Minuten. Im Finale siegten Ralph Breyer, Harry Glancy, Wallace O’Connor und Johnny Weissmüller in neuer Weltrekordzeit von 9:53,4 Minuten und gewannen die Goldmedaille vor den Australiern und den Schweden. Der nur in Vor- und Zwischenlauf eingesetzte Howell erhielt keine Goldmedaille. Die Regel, dass auch im Vorlauf eingesetzte Staffelmitglieder Medaillen bekommen, wurde erst sechzig Jahre später eingeführt.
Richard Howell studierte an der Northwestern University und gewann in den Jahren 1924 und 1925 insgesamt drei College-Meistertitel auf den langen Freistilstrecken.